# Stephanie Beckert
Stephanie Beckert (* 30. Mai 1988 in Erfurt) ist eine ehemalige auf Langstrecken spezialisierte deutsche Eisschnellläuferin und Olympiasiegerin. Sie ist die Schwester von Patrick Beckert.

## Werdegang
Beckerts Mutter Angela war ebenfalls Eisschnellläuferin, ihr Vater Detlef Handballspieler. Im Alter von zwei Jahren stand Beckert erstmals auf dem Eis. Zunächst versuchte sie sich im Eiskunstlauf, wechselte aber im Alter von zehn Jahren zum Eisschnelllauf. Ihre fünf jüngeren Geschwister waren ebenfalls zeitweilig als Eisschnellläufer aktiv; ihr Bruder Patrick qualifizierte sich wie Stephanie für die Olympischen Winterspiele in Vancouver. Seit Oktober 2006 ist Beckert Sportsoldatin in der Sportfördergruppe Oberhof. Sie bekleidet den Dienstgrad eines Oberfeldwebels.
Nach sieben Deutschen Juniorenmeistertiteln debütierte Beckert zu Beginn der Saison 2006/07 im Seniorenbereich. Nach Plätzen zwischen dem 14. und 15. Rang bei ihren ersten drei Einsätzen während der beiden ersten Weltcups der Saison in Heerenveen und Berlin erreichte sie bereits in ihrem vierten Rennen überhaupt und ihrem ersten Weltcuprennen über 5000 Meter in Moskau den sechsten Platz. Schon zuvor wurde Beckert über 3000 und 5000 Meter Deutsche Doppelmeisterin.
Beckert setzte ihre Entwicklung kontinuierlich fort. Beim Weltcup in Moskau am 14. Februar 2008 gelang ihr erstmals bei einem Weltcup der Sprung unter die Top 3. Sie belegte im 5000-Meter-Rennen hinter Claudia Pechstein und Martina Sáblíková den 3. Platz. Beim Weltcup in Heerenveen wurde sie Zweite und im November 2009 erreichte sie an gleicher Stelle den ersten Weltcupsieg. Bei ihrer ersten Teilnahme an der Mehrkampfweltmeisterschaft 2009 in Hamar belegte sie den zwölften Platz. Auf der letzten Strecke über 5000 Meter wurde sie Dritte. Einen Monat später bei den Einzelstreckenweltmeisterschaften 2009 in Richmond belegte Stephanie Beckert über diese Distanz den vierten Platz und wurde Achte über 3000 Meter.
Bei den Olympischen Spielen in Vancouver gewann Beckert zwei Silbermedaillen: am 14. Februar 2010 über die 3000 Meter und zehn Tage später über die 5000 Meter; beide Rennen gewann Martina Sáblíková. Am 27. Februar 2010 wurde sie gemeinsam mit Daniela Anschütz-Thoms, Katrin Mattscherodt und Anni Friesinger-Postma Olympiasiegerin in der Teamverfolgung. Für ihre Leistungen bei den Winterspielen erhielt sie das Silberne Lorbeerblatt.
Auch bei den Einzelstreckenweltmeisterschaften 2011 lieferte sie gute Resultate ab. Nach einer Bronzemedaille über 3000 Meter gewann sie noch Silber über 5000 Meter und nochmals Bronze mit Isabell Ost und Claudia Pechstein in der Teamverfolgung.

## Statistik

### Weltcupsiege
Einzelrennen
| Nr. | Datum         | Ort        | Disziplin |
| --- | ------------- | ---------- | --------- |
| 1.  | 13. Nov. 2009 | Heerenveen | 3000 m    |
| 2.  | 4. Dez. 2009  | Calgary    | 3000 m    |
| 3.  | 13. Nov. 2010 | Heerenveen | 3000 m    |
| 4.  | 27. Nov. 2010 | Hamar      | 5000 m    |
| 5.  | 16. Nov. 2012 | Heerenveen | 3000 m    |

## Eisschnelllauf-Weltcup-Platzierungen
| Platzierung | 100 m | 500 m | 1000 m | 1500 m | 3000 m | 5000 m | 10.000 m | Team |
| ----------- | ----- | ----- | ------ | ------ | ------ | ------ | -------- | ---- |
| 1. Platz    |       |       |        |        | 4      | 1      |          | 1    |
| 2. Platz    |       |       |        |        | 1      | 2      |          | 1    |
| 3. Platz    |       |       |        |        | 3      | 1      |          | 2    |
| Top 10      |       |       |        |        | 17     | 8      |          | 9    |

(Stand: 30. Juni 2010)